# 스즈키 마사하루
스즈키 마사하루(일본어: 鈴木 正治, 1970년 8월 3일 ~ )는 일본의 전 축구 선수이다.

## 구단 경력
1989년 일본 사커 리그의 닛산 자동차(요코하마 마리노스)에 입단했다. 1997년까지 143경기에 출전하여, 4득점을 넣었다. 1990년에 일본 사커 리그와 1995년에 J1리그 우승을 차지했다. 1997년 나고야 그램퍼스 에이트로 이적했다. 1998년후 현역 은퇴.

## 국가대표팀 경력
그는 1995년 10월 24일 사우디아라비아과의 경기에서 일본 국가대표팀에 데뷔했다. 그는 1996년까지 국제 A매치 통산 2경기에 출전했다.

## 통계
| 일본 | 일본 | 일본 |
| 연도 | 출전 | 득점 |
| ---- | ---- | ---- |
| 1995 | 1    | 0    |
| 1996 | 1    | 0    |
| 통산 | 2    | 0    |